# Team Vitality
Team Vitality (zkráceně Vitality) je profesionální esportová organizace se sídlem v Paříži. Organizace byla založena 5. srpna 2013. Členové organizace soutěží v různých videohrách, jako jsou Valorant, Counter-Strike 2, Rocket League, League of Legends a další.

## Historie

### Counter-Strike: Global Offensive
Tým vznikl 8. října 2018, přičemž se velmi rychle dostal do povědomí profesionální scény, kde hrál s nejlepšími týmy té doby. V roce 2019 vyhrál své první dva velké turnaje ESC7 Finals a EPICENTER 2019. V roce 2023 tým vyhrál dohromady tři turnaje – IEM Rio 2023, Gamers8 a Blast Paris Major 2023. Stali se tedy posledním týmem, který vyhrál Major ve hře Counter-Strike: Global Offensive.

### Counter-Strike 2

#### 2023
Tým Vitality vyhrál celkem dva turnaje – Blast Premier Fall Final a Blast Premier World Final. Podle serveru HLTV byl Team Vitality zvolen Týmem roku 2023.

#### 2024
Po bez trofejové první polovině roku se Tým Vitality rychle dokázal dostat zpátky do formy a vyhrát jeden ze nejvíce prestižních turnajů roku IEM Cologne 2024.

#### 2025
Po těžkém roce 2024 se Tým Vitality rozhodl, že vymění hráče „Spinx“ za hráče „ropz“, což se jim také vyplatilo jelikož dokázali hned na start roku zvítězit v jednom nejvíce prestižních turnajů roku IEM Katowice 2025.

## Sestava

### Counter-Strike 2
| Národnost          | Přezdívka | Jméno            | Datum Vstupu      |
| ------------------ | --------- | ---------------- | ----------------- |
| Francie            | „ZywOo“   | Mathieu Herbaut  | 8. října 2018     |
| Francie            | „apEX“    | Dan Madesclaire  | 8. října 2018     |
| Estonsko           | „ropz“    | Robil Kool       | 10. ledna 2025    |
| Izrael             | „FlameZ“  | Shahar Shushan   | 22. června 2023   |
| Spojené království | „mezii“   | William Merriman | 8. listopadu 2023 |

### League of Legends
| Národnost   | Přezdívka   | Jméno                  | Datum Vstupu      |
| ----------- | ----------- | ---------------------- | ----------------- |
| Jižní Korea | „Photon“    | Kyeong Gyu-tae         | 23. prosince 2022 |
| Polsko      | „Daglas“    | Kacper Dagiel          | 19. prosince 2023 |
| Francie     | „Vetheo“    | Vincent Berrié         | 19. prosince 2023 |
| Česko       | „Carzzy“    | Matyáš Orság           | 19. prosince 2023 |
| Bulharsko   | „Hylissang“ | Zdravets Iliev Galabov | 19. prosince 2023 |

### Valorant
| Národnost         | Přezdívka  | Jméno           | Datum Vstupu       |
| ----------------- | ---------- | --------------- | ------------------ |
| Litva             | „ceNder“   | Jokūbas Labutis | 4. února 2021      |
| Litva             | „Destrian“ | Tomas Linikas   | 11. listopadu 2022 |
| Severní Makedonie | „runneR“   | Emil Trajkovski | 16. září 2023      |
| Estonsko          | „Kicks“    | Kimmie Laasner  | 26. září 2023      |
| Švédsko           | „Sayf“     | Saif Jibraeel   | 29. září 2023      |

### Rocket League
| Národnost | Přezdívka | Jméno              | Datum Vstupu   |
| --------- | --------- | ------------------ | -------------- |
| Francie   | „Alpha54“ | Yanis Champenois   | 15. ledna 2020 |
| Francie   | „Radosin“ | Andrea Radovanović | 16. dubna 2022 |
| Francie   | „zen“     | Alexis Bernier     | 2. října 2022  |